# La Facina de Vilanova de Bellpuig
La Facina és un carrer en el centre històric de Vilanova de Bellpuig (Pla d'Urgell) inclòs en l'Inventari del Patrimoni Arquitectònic de Catalunya.

## Descripció
El carrer conegut com la Facina, forma part del barri de la Magrinya i constitueix amb aquesta el nucli més primitiu i originari del poble. La Magrinya seria la petita fortalesa que alguns autors creuen que va sorgir durant l'època mora, cosa més que probable atenent a la proximitat de les veïnes fortaleses àrabs com Golmés. La Facina formaria part de la Magrinya i seria un dels seus extrems, a partir del qual sorgiria el poble; està formada per carrerons curts i estrets i assentada damunt d'un turó (forma d'assentament típica dels àrabs).

## Història
Vilanova de Bellpuig, segons dades de l'Arxiu de Bellpuig, existia ja abans del 1154 (data en què un document inclou Vilanova de la Baronia), i estava formada per una petita fortalesa que presumiblement seria àrab, se'n desconeix el nom, encara que tothom creu que seria el de la Magrinya, per ser un nom de possible procedència àrab. Aquest nucli va passar a dependre de la Senyoria de Bellum-Podium, formada en el segle X pel comte de Barcelona Borrell II. En aquesta dependència amb Bellpuig va fer que el poble prengués el nom de Vilanova de Bellpuig, atenent a les fórmules toponímiques de repoblació.